# Torrent d'Aigüesvives
El Torrent d'Aigüesvives és un afluent per la dreta del Riu Negre, al Solsonès.

## Descripció
De direcció predominant cap a les 2 del rellotge, neix a menys de 100 m. al sud de la masia de Viladot i fins a la Font de Roters rep el nom de Rasa del Lloc. Després de rebre per la dreta la Rasa de la Masia, comença a transcórrer per una vall que es va encaixonant progressivament fins a desguassar al Riu Negre a 616 msnm.
En el decurs del seu trajecte passa pel sud de les masies d'el Lloc, Cal Golda, Cal Cles i Cor-de-roure.

## Territoris que travessa
La totalitat del seu curs transcorre pel terme municipal d'Olius.

## Xarxa hidrogràfica
La xarxa hidrogràfica del Torrent d'Aigüesvives està integrada per un total de 20 cursos fluvials dels quals 13 són subsidiaris de 1r nivell, 5 ho són de 2n nivell i 1 ho és de 3r nivell. La totalitat de la xarxa suma una longitud de 16.057 m.

### Distribució per termes municipals
La xarxa del Torrent d'Aigüesvives transcorre íntegrament pel terme municipal d'Olius